# Kinpa
A kinpa egy nagyon ritka tyúkfajta.

## Fajtatörténet
Japán eredetű fajta. Csak egyetlen alkalommal hozták be Európába 1986-ban (Belgiumba). A kinpa 1830 körül keletkezett Akita és Aomori tartományokban.

## Fajtabélyegek, színváltozatok
Alakjukban és megjelenésükben a Tuzo harcoshoz hasonlítanak. Szemszíne fehér, sárga. Csüdje sárga, sötét színváltozatoknál feketés. Taraja háromsoros borsótaraj vagy epertaraj. Háta hátrafelé lefelé ívelő. Farktolla rövid, vízszintesen tartott. Tollazata rövid, kemény tapintású. 
Színváltozatok: fekete, fehér, fekete-fehér csepegtetett, búza (nagyon ritka).

## Tulajdonságok
Gyorsan növő, jó tojáshozamot mutató faj. Kotlási hajlama csekély. Jó minőségű fehér húsa van. Erős felépítésű, harcias természetű tanyasi tyúkfajta. 2 méter magasra felrepülhet. Más tyúkfajtákkal szemben agresszív. 
| Általános tulajdonságok: | Általános tulajdonságok:        |
| ------------------------ | ------------------------------- |
| Súlya                    | kakas 1,4-1,8 kg, tojó 1-1,4 kg |
| Gyűrűmérete              | kakas 18, tojó 16               |
| Tenyésztojás tömege      | 50 g                            |
| Tojáshéj színe           | fehér                           |
| Éves tojáshozama         | 100 db                          |